# ゴー・ディエゴ・ゴー!
ゴー・ディエゴ・ゴー!(Go, Diego, Go!)とは、2005年9月6日から2011年9月16日までアメリカのニコロデオンで放送されたテレビアニメ。同じアドベンチャー作品の『ドーラといっしょに大冒険』のスピンオフとして制作されている。日本では2021年2月20日からニコロデオンにて英語オリジナル版で放送している。

## キャラクター
ディエゴ・マルケス
声 - ジェイク・T・オースティン(シーズン1 - 3)、マット・ハンター(シーズン4 - 5、歌)、ブランドン・サンブラーノ(シーズン4 - 5、台詞)
全世界の動物たちを守る8歳のラテン系の男の子、英語とスペイン語および動物言葉を話すことができる。
アリシア・マルケス
声 - コンスタンサ・スペラキス(シーズン1 - 2)、セレナ・ケリガン(シーズン3)、ガブリエラ・アイゼンバーグ(シーズン4 - 5)
ディエゴの姉、11歳。手持ちのラップトップパソコンで、動物の情報を調べている。
ベビー・ジャガー
声 - トーマス・シャーキー(シーズン1 - 3)、ディラン・クラーク・マーシャル(シーズン4 - 5)
ジャガーの友達。ディエゴとは親友で相棒。動物を助ける際はお互い様。
クリック
声 - ロージー・ペレス
いたずら好きの意地悪な撮影機(カメラ)、動物の鳴き声を聞くと、居場所を特定できる。
レスキューパック
声 - キーラー・サンドハウス(シーズン1 - 3)、カイル・ブレン(シーズン4 - 5)。
オレンジ色のリュックサック、ディエゴたちが障害物を乗り越えたい時に助けてくれる。
ボボ・ブラザーズ
声 - ホセ・セラヤ(シーズン1 - 3)、アンドレス・フィリップ・アリスティサバル(シーズン4 - 5)。
トラブルメーカーな2匹のクモザル。いたずら好きで、ディエゴたちを困らせている。

### その他
ドーラ
声 - キャスリーン・ヘルレス、Caitlin Sanchez
ディエゴのいとこ、時折だがディエゴの手伝いに来ている。
ブーツ
声 - ハリソン・チャド、Regan Mizrahi
小さなお猿さん、ドーラの親友。服は着ておらず、赤いブーツを履いている。
バックパック
声 - サッシャ・トロ、Alexandria Suarez
ドーラのリュックサック、何かに使うものが必要な時に助けてくれる。
マップ
声 - マーク・ウェイナー
バックパックのポケットから、ドーラとディエゴが進むべき渡り道をマップ君が教えてくれる。